# Propsteiamt Zella
Das Propsteiamt Zella war eine Gerichts- und Verwaltungseinheit des geistlichen Fürstentums Fulda.

## Geschichte
Das Propsteiamt Zella war ein fuldisches Amt, in dem der Propst der Propstei Zella die Herrschaftsrechte anstelle des Abts ausübte, daher die Bezeichnung als Probsteiamt. Das Kloster Zella bildete eine Enklave im Amt Fischberg. 1410 wurde das Kloster Zella nicht mehr als fuldischer Besitz geführt. Der Grund hierfür lag in der Verpfändung an die von Henneberg. Später muss der Besitz an Fulda zurückgefallen sein. Im 16. Jahrhundert beanspruchte das Bistum Würzburg den Besitz des Klosters. Der Konflikt wurde am 28. Mai 1552 durch das Reichskammergericht entschieden. Danach hatte Fulda das Präsentationsrecht für den Propst und Würzburg die geistliche Jurisdiktion.
Im 17. Jahrhundert führte die Auseinandersetzung des Abtes mit dem Kapitel zu einer Unabhängigkeit der Propsteiämter von der fuldischen Regierung. 1656 wurde eine erste diesbezügliche Vereinbarung zwischen Abt und Kapitel getroffen, die 1681 und zuletzt 1726 bestätigt wurde. Das Kloster hatte damit die unumschränkte Vogtei und verfügte über alle Verwaltungs- und Gerichtsrechte außer der Zent. Die probsteilichen Beamten erhoben die Steuern und lieferten diese direkt bei der Landesobereinnahme ab. Die Untertanen huldigten dem Fürstabt, dem auch die peinliche Gerichtsbarkeit zustand. 
An der Spitze des Propsteiamtes stand der Propst. Vor Ort war ein Beamter eingesetzt, der die Aufgaben eines Amtmannes hatte, aber die Amtsbezeichnung Beamter trug.
Das Fürstentum Nassau-Oranien-Fulda entstand aufgrund des Reichsdeputationshauptschlusses 1803. In Bezug auf die Rechtsprechung und Verwaltung wurde mit der Landesherrlichen Verordnung die Ober= und Ämter betreffend vom 8. Januar 1803 eine Neuorganisation der bestehenden Ämter vorgenommen. Das Propsteiamt Zella wurde aufgehoben und die Bestandteile dem Amt Dermbach zugeordnet.

## Umfang
Am Ende des HRR bestand das Amt aus  Föhlritz, Gerstengrund, Glattbach, Hochrain, Lenders, Lindenau, Steinberg und Zella.